# Ioannis Lagos

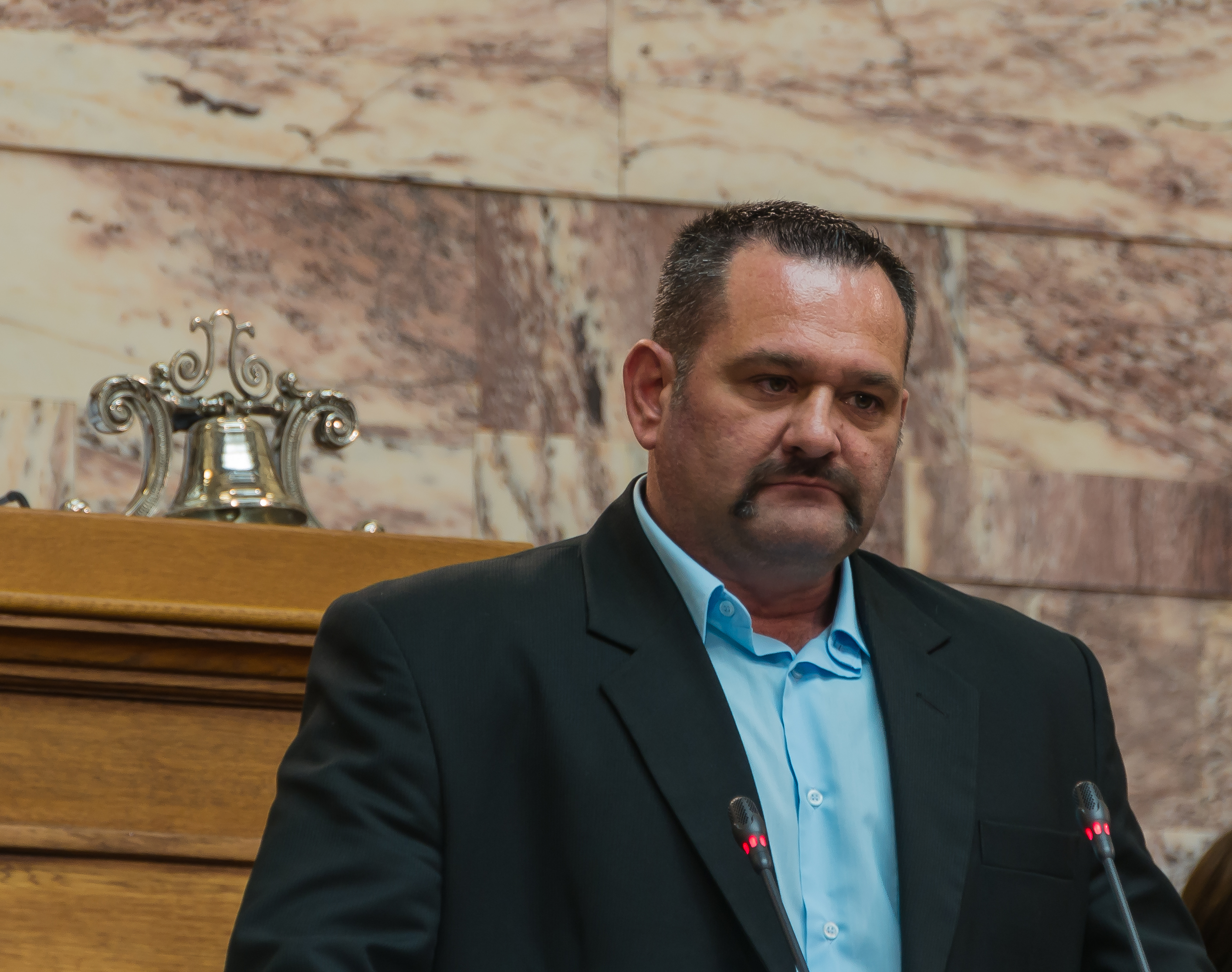
Ioannis Lagos

Ioannis Lagos (griechisch Γιάννης Λαγός; geboren 7. September 1972 in Perama) ist ein griechischer Rechtsextremist, bis 2019 Mitglied der faschistischen Partei Chrysi Avgi (XA, Goldene Morgenröte). Er war von 2012 bis 2019 Mitglied des griechischen Parlaments und ist seit 2019 Mitglied des Europäischen Parlaments. Er wurde wegen Bildung einer kriminellen Vereinigung zu 13 Jahren Haft verurteilt.

## Werdegang

### Beruf
Lagos arbeitete als Versicherungsagent, als Clubwächter und Leibwächter auf Schiffen, die die somalische Küste befahren. Er schloss sich der Goldenen Morgenröte an, wurde Leibwächter von Nikolaos Michaloliakos und einer seiner engsten Mitarbeiter.

### Politische Laufbahn

#### Mitglied des Griechischen Parlaments (2012 bis 2019)
Bei der Parlamentswahl in Griechenland Mai 2012 wurde er erstmals ins griechische Parlament gewählt. Bei den vorgezogenen Parlamentswahlen im Juni 2012, im Januar 2015 und im September 2015 wurde er jeweils im Parlament bestätigt.
Im September 2013 wurde er zusammen mit einer Gruppe anderer Aktivisten der Goldenen Morgenröte wegen der Beteiligung an der Ermordung des linken Rappers Pavlos Fyssas vorübergehend verhaftet. Er wurde nach achtzehn Monaten im März 2015 aus der Untersuchungshaft entlassen. Zusammen mit Michaloliakos und anderen Politikern der XA wird ihm die Bildung einer kriminellen Vereinigung vorgeworfen. Ihm wurde für die Dauer des Verfahrens verboten, das Land zu verlassen.

#### Mitglied des Europäischen Parlaments (seit 2019)

##### 9. Wahlperiode (2019 bis 2024)
Nach der erfolgreichen Europawahl 2019 wechselte er ins Europäische Parlament. Unter Auflagen wurde ihm die Reise nach Straßburg bzw. Brüssel, den Arbeitsorten des Europäischen Parlaments, erlaubt. Nachdem die Goldene Morgenröte bei der Parlamentswahl in Griechenland 2019 den Wiedereinzug ins Parlament verpasst hatte, verließ er die Partei und gründete am 9. November 2019 mit weiteren ehemaligen Abgeordneten der Goldenen Morgenröte (z. B. Panagiotis Iliopoulos, Giorgos Germenis) die Partei Ethnikí Laïkí Syneídisi (ELASYN, deutsch: Nationales Volksbewusstsein). Diese ist auf europäischer Ebene Mitglied der Allianz für Frieden und Freiheit.
Am 7. Oktober 2020 wurde er – wie andere Politiker der Goldenen Morgenröte – wegen Bildung einer kriminellen Vereinigung zu 13 Jahren Haft verurteilt. Am 19. Oktober 2020 reichten die griechischen Behörden beim Europäischen Parlament einen Antrag auf Aufhebung der Immunität von Lagos ein, welche am 27. April 2021 vollzogen wurde. Lagos ist weiterhin Mitglied des Europäischen Parlaments, erhält Abgeordnetengelder und erfüllt nach eigener Aussage seine Pflichten so weit wie möglich.
Anfang 2023 diskutierte das griechische Parlament das Verbot von Parteien mit verurteilten Gründer bzw. Anführern. Am 10. Februar 2023 löste sich Lagos' Partei ELASYN auf.